# نيون جينيسيس إيفانجيليون (مانغا)
نيون جينيسيس إيفانجيليون (新世紀エヴァンゲリオン Shin Seiki Evangerion) هي سلسلة مانغا من تأليف يوشيوكي ساداموتو، نُشِرت من قبل كادوكاوا شوتين. بدأت في إصدار فبراير من مجلة شونين إيس وانتهت في يونيو 2013. تتألف السلسلة من 14 مجلداً، كل منها يحوي «مراحل» أو فصول متعددة.
حيث أنها أُصدرت قبل مسلسل الأنمي بنفس الاسم، سرعان ما فاقها المسلسل، ووصلت إلى خاتمتها، بعد أكثر من 15 سنة من نهاية المسلسل.

## التاريخ
ألفت سلسلة نيون جينيسيس إيفانجيليون بعد اجتماع بين هيدياكي أنو وكينغ ريكوردز في 1993. بالرغم من أن الأنمي بنفس الاسم قد خُطط أولاً، إلا أن المانغا أُصدرت قبله. كانت الخطة من أجل تعزيز الاهتمام العام وجذبهم نحو الأنمي القادم بينما لايزال تحت الإنتاج. بسبب تأخيرات الإنتاج الشديدة فيه، عُرض مسلسل الأنمي في النهاية بعد 10 أشهر كاملة من الظهور الأول للمانغا في شونين إيس.
عندما عُرض المسلسل لأول مرة في أكتوبر 1995، وصلت قصة مانغا ساداموتو (التي تؤلف المجلدات من 1 إلى 3) إلى المعركة ضد الملاك رامييل، متوافقة مع الحلقتين 5 و6 من الأنمي. فاق الأنمي المانغا بعد ذلك بفترة وجيزة، لدرجة أن الفصول المؤلفة للمجلد الرابع (المتضمنة لتقديم أسكا، والمتوافقة مع الحلقة الثامنة من الأنمي) لم تُصدَر إلا بعد سنة من نهاية مسلسل الأنمي. استمر وضع ساداموتو في جدول الإنتاج البطيء للمانغا حيث قسم وقته على مشاريع أخرى، مصدراً المجلد الجديد (من 12 مجلداً مخططاً لها) لكل سنة ونصف تقريباً.
في حين أن المانغا استمرت أكثر من 15 سنة، لم ينشر إلا 13 مجلداً. السبب في ذلك حيث كان الجدول الظاهري للنشر كان «مرحلة» واحدة كل شهر في شونين إيس، لم يكن جدول ساداموتو الحقيقي للنشر منتظماً. فمثلاً، بين نشر المجلدين الرابع والخامس في اليابان، انقضت سنتان.
في 2008، أُعلن أن مانغا نيون جينيسيس إيفانجيليون توشك أن تنتهي. في يوليو 2009، نقلت المانغا إلى مجلة شوتين الجديدة المخصصة لمانغا السينن، يونغ إيس. نشرت المانغا في يونغ إيس حتى إصدار يناير 2010، حيث توقف ساداموتو عن كتابة المانغا، واضعاً النشر في فجوة للعمل على الفيلم الأخير من إعادة بناء إيفانجيليون. إصدار ديسمبر 2010 من يونغ إيس أعلن عن استئناف المانغا ذاك 'الشتاء' (بداية 2011)؛ أعلن إصدار أبريل 2011 أن المرحلة القادمة ستنشر في 4 أبريل 2011.
في 12 فبراير 2012، نشر نصف المرحلة التسعين، بإعادة سرد الاصطدام الثالث كما شوهد في نصف الحلقة 26' من نهاية إيفانجيليون. ورد الخبر على أن المرحلة التسعين ستكون الفصل الأخير. في 2 مايو 2012، أعلنت كادوكاوا شوتين أن المجلد الثالث عشر من المانغا سوف يُصدر في 2 نوفمبر 2012؛ علقت ش.أ.أ. أنه «لا ساداموتو ولاكادوكاوا أكد أن المجلد الثالث عشر لايزال الأخير.»

## اختلافات الشخصيات عن الأنمي
كان ساداموتو مصمم الشخصيات الأولي للأنمي مع هيدياكي أنّو كمشرف. شخصيات المسلسل في المانغا وكذلك القصة تختلف بشكل بسيط عن الأنمي.
شينجي إيكاري
عينا شينجي إيكاري بنيتان بدلاً من زرقاوين. وهو أيضاً أقل انطواء ًوأكثر تعبيراً عن نفسه، إلا أنه لايزال مصاباً بالشك في ذاته وكرهه لوالده لدرجة أنه عندما تحلل في إيفا-01 (الحلقة 20)، تخيل شينجي أنه قتل والده.
ريه أيانامي
ريه أيانامي شخصية «إنسانية» أكثر في المانغا، حيث أنها أكثر تحدثاً وصارت أكثر اتصالاً بالناس من حولها، من خلال تفاعلها مع شينجي بشكل كبير. تظهر المانغا أيضاً مشاعره وأفكارها، وتبين بشكل غير مباشر أنها في غرام شينجي.
أسكا لانغلي سوريو
أسكا لانغلي سوريو ليست متعسفاً شفهياً مع شينجي ومنفتحة بعض الشيء تجاه مشاعرها الحقيقية، لكنها لاتزال صعبة التعايش وفي بداية الأمر، كانت تظهر بمظهر «الفتاة الجيدة» الزائف أمام الأشخاص ذوي النفوذ. عندما أسقطت هذا المظهر بدأت حينها بالتحسن الحقيقي والانفتاح. مشاعرها نحو شينجي ليست سهلة الاكتشاف، بالرغم من التلميح في فصول عديدة أنها منجذبة نحوه. ولدت أسكا كطفلة أنابيب لوالدين عبقريين، لقاؤها الأول مع شينجي وأصدقائه مختلف، وبقيت في حالة غيبوبة بعد هزيمتها على يدي أرايل
كاورو ناغيسا
كاورو ناغيسا قُدم مبكراً في المانغا. قاتل أرميسايل إلى جانب ريه في الوحدة-02. صُور كاورو جاهلاً بالعديد من جوانب التواصل الاجتماعي، معطياً طابعاً فكاهياً للقصة، لكنه أيضاً أكثر بروداً ومشكلاً حضوراً غير مرغوب أكثر من الأنمي. وبسبب هذا، فشينجي لايطيقه ولايثق به، في حين أن كاورو يحاول التقدم نحو شينجي ومنزعج لأن شينجي لا يتبادله المشاعر. قال ساداماتو أن سبب ذلك هو أن كاورو أخذ مشاعر ريه.
توجي سوزوهارا
لون شعر توجي سوزوهارا تغير. توجي عدواني شفهياً تجاه أسكا، متلفظاً بألفاظ بذيئة تجاهها مرات عدة. قُتل في المجلد السادس من المانغا بدلاً من أن يكون مقعداً. أيضاً، كان شينجي يعلم بأن توجي هو قائد الوحدة-03 قبل المعركة ضد باردييل.
ريوجي كاجي
ريوجي كاجي أعطي قصة تشرح ماضيه؛ وقد أخبر شينجي عن ماضيه ليحفزه على العودة إلى نيرف أثناء هجوم الملاك زيرويل على مقر نيرف. (حدث ذلك في سرداب مستوعات مخفي بدلاً من كونه في حقل بطيخ).
غيندو إيكاري
غيندو إيكاري هو والد شينجي. سلوكه، ومظهره ورغباته النهائية مختلفة عن الأنمي. يؤدي غيندو دوراً وثيق الصلة بالمانغا، وأكثر من ذلك عندما صار متصلاً بحقل A.T. التابع لآدم. استطاع غيندو بنجاح إحكام السيطرة على هذه القوة وأصبح مجنوناً بسببها، مع طموحه ليصير إلهاً.
يوي إيكاري/الوحدة-01
بالإضافة إلى حضور روح يوي إيكاري داخل الوحدة-01، فالجانب الملائكي للإيفا له هويته الخاصة، مصوراً كالإيفا بدون درعها. يظهر هذا الكائن نفسه لكل من شينجي وريه أثناء توافقهما مع الإيفا، ويحاول حبس شينجي معه بعد المعركة مع الملاك زيرويل باتخاذه هيأة يوي وتأثيره في رغبة شينجي في الالتقاء مع والدته. استطاعت ريه تكوين وصلة ذهنية مع الجزء الملائكي من الوحدة-01 بينما هي خارج الإيفا، واعترف الاثنان بأنهما متصلان مباشرة ببعضهما.

## الاستقبال
مع نجاح الأنمي، فقد صارت المانغا أيضاً ذات نجاح تجاري؛ فقد باعت المجلدات العشر الأولى أكثر من 15 مليون نسخة، ووصل المجلد الحادي عشر إلى المركز الأول في قائمة توهان، بمجموع أكثر من 17 مليون. بالتحديد، مع اقتراب المانغا إلى خاتمتها، الاهتمام المحيط بها ازداد إلى ارتفاعات جديدة، مع بقاء المجلد الحادي عشر على قمة قائمة ترتيب المانغا الياباني لأربعة أسابيع متتالية، وهذا إنجاز ملحوظ بالنسبة لمانغا طويلة المدة. فازت المانغا في اقتراع كوميكر للمعجبين بالمانغا. افتتح المجلد الثاني عشر بالمركز الأول في ترتيب أوريكون للمانغا وبيعت أكثر من 600000 نسخة.